# 多萝西·泰勒
多萝西·泰勒（英語：Dorothy Tyler，1920年3月14日—2014年9月25日），旧姓奥德姆（Odam），英国女子田径运动员，主攻跳高。她曾代表英国参加1936年、1948年、1952年和1956年夏季奥林匹克运动会田径比赛，获得二枚银牌。